# Ossuarium van Sedlec

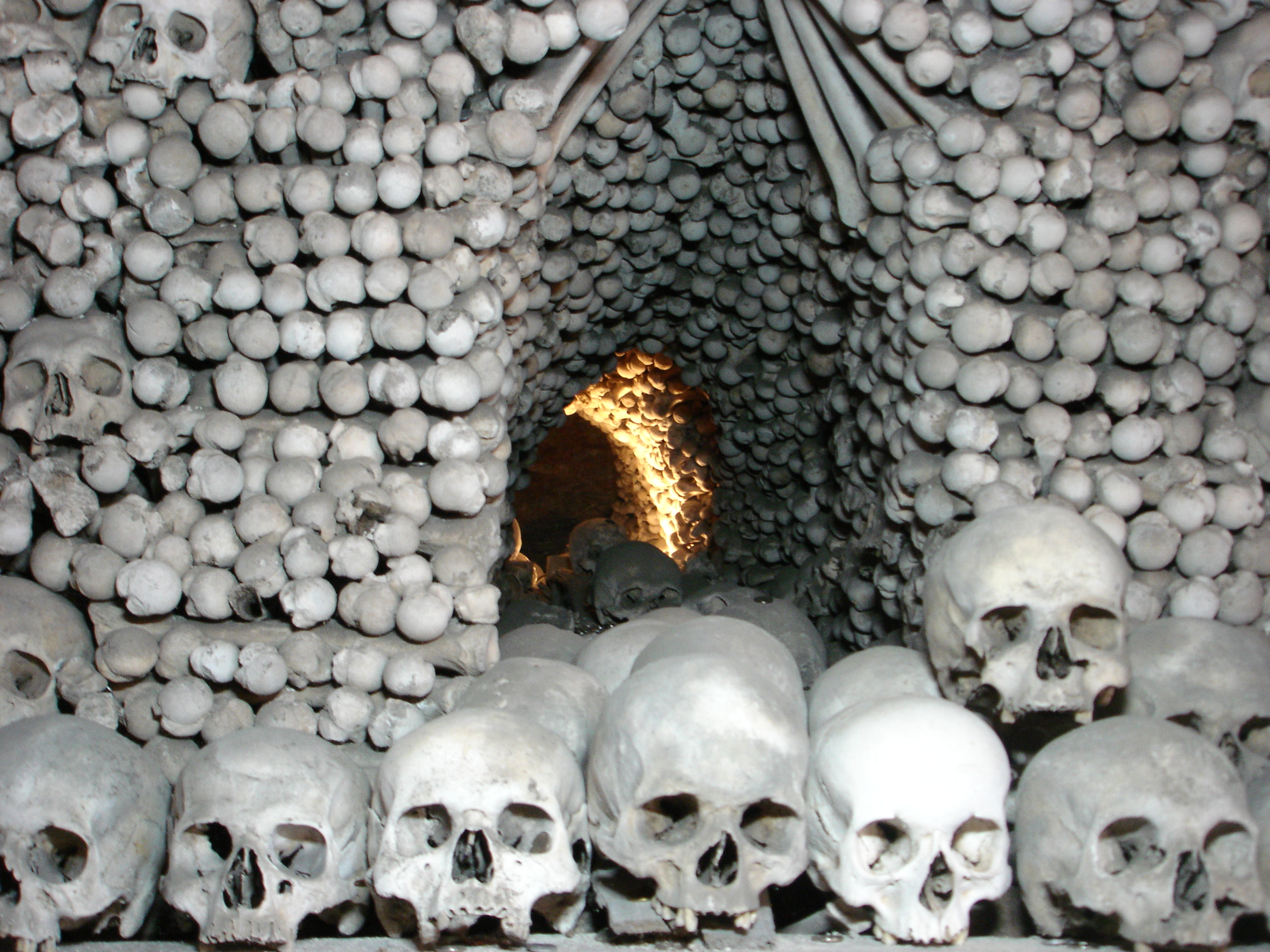
Beenderhuis

Het Ossuarium van Sedlec (Tsjechisch: Kostnice Sedlec) is een kleine rooms-katholieke kapel onder de Allerheiligenkerk (Hřbitovní kostel Všech Svatých) op de begraafplaats in Sedlec, een buitenwijk van de Tsjechische stad Kutná Hora. Het ossuarium bevat de skeletten van 40.000 tot 70.000 personen die de ornamenten van de kapel vormen.

## Geschiedenis
Volgens de overlevering stuurde Ottokar II van Bohemen (1232-1278) de abt van het cisterciënzer klooster in Sedlec naar Jeruzalem. Op de terugweg nam de abt een handvol aarde van de Calvarieberg mee en strooide deze uit over het kerkhof, dat daarom tot heilige grond werd verklaard. Deze begraafplaats werd al snel een begeerde laatste rustplaats in heel Midden-Europa, niet alleen de lokale en regionale bevolking liet zijn doden er graag begraven, maar ook uit Beieren, Polen en zelfs de Nederlanden kwamen mensen om hier te worden bijgezet.
Na de pestepidemie in het midden van de 14e eeuw, waardoor de begraafplaats alleen al ongeveer 30.000 doden te verwerken kreeg en de Hussieten-oorlogen in de 15e eeuw moest het kerkhof voortdurend worden uitgebreid, in totaal met ongeveer 3,5 hectare, waarbij vele doden in massagraven werden bijgezet.
In de vroege 15e eeuw werd midden op het kerkhof een gotische kerk gebouwd, waarvoor veel graven werden geëxhumeerd. De botten werden, eerst tijdelijk, in de kelder van de nieuwe kerk bewaard. Tevens moest het kerkhof worden verkleind, zodat de exhumatie verderging. Volgens de overlevering werd dit werk uitgevoerd door een halfblinde cisterciënzer monnik, die alle botten systematisch arrangeerde.
Tussen 1703 en 1710 verbouwde Johan Blasius Santini-Aichl het portaal van de kerk en een deel van de bovenverdieping in de Boheemse laat-barokstijl, die nog steeds kenmerkend is voor het kerkje. In de 19e eeuw werd het kerkje door de vorstenfamilie Schwarzenberg gekocht, die de beeldhouwer František Rint uit Česká Skalice opdracht gaf de inrichting van het ossuarium ter hand te nemen. Deze kunstenaar is verantwoordelijk voor het huidige uiterlijk van de kapel, waarbij niet hout, maar de beenderen van overledenen als grondstof werden gebruikt.